# Graham Chapman
Graham Arthur Chapman (Leicester, Inglaterra, 8 de enero de 1941-Maidstone, Inglaterra, 4 de octubre de 1989) fue un comediante y actor británico, miembro del grupo humorístico Monty Python.
Nació en Leicester, hijo de un policía. Estudió Medicina en la Universidad de Cambridge y se graduó como doctor en Medicina en la Queen Mary's University of London; pero nunca llegó a ejercer como médico, optando por la comedia. 
Conocido por protagonizar a personajes autoritarios, como el coronel famoso que interrumpía los sketches, también interpretó varias veces los papeles de doctor, para el que su formación había contribuido mucho, entre otros muchos papeles. Realizó los papeles principales en La vida de Brian, protagonizando el papel de Brian, y Los caballeros de la mesa cuadrada, como Arturo. Con el tiempo, el alcoholismo perturbó su desempeño como actor.

## Primeros años y educación

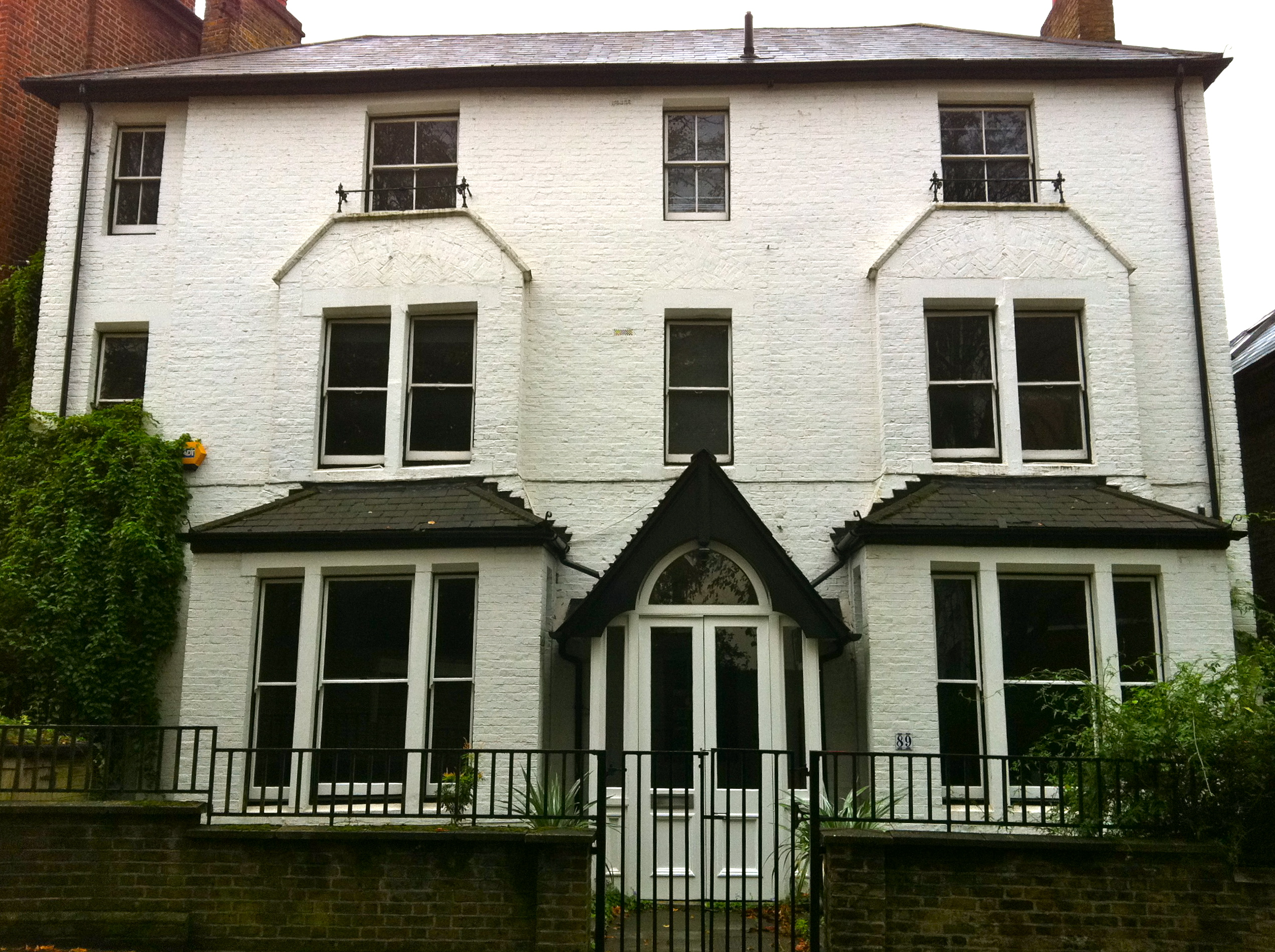
Hogar de Chapman en el número 89 de Southwood Lane, en Highgate.

Chapman nació en el Stoneygate Nursing Home, en Stoneygate, Leicester. Fue educado en la escuela Melton Mowbray Grammar School, estudió medicina el Emmanuel College (Universidad de Cambridge) y más tarde en el St Bartholomew's Medical College de la universidad Queen Mary, University of London. Fue un ávido fanático de la comedia en la radio desde temprana edad, estaba especialmente atraído por el programa The Goon Show. En la introducción a su biografía póstuma (2005/2006), Jim Yoakum apunta que los programas de radio no le hacían reír necesariamente. Solo unos pocos consiguieron una risa de Chapman, incluyendo a Frankie Howerd, el equipo de Jimmy Jewel y Ben Warriss, It's That Man Again, Educating Archie, Take It From Here y Much-Binding-in-the-Marsh. Él afirmó: «Me gustaba especialmente Robert Moreton, aunque parecía que a nadie más le gustaba demasiado. Él hacía cosas como contar chistes mal a propósito y cambiar el orden de las frases. Era obviamente un buen comediante avanzado a su tiempo. La aparente incompetencia que mostraba era maravillosa. Fue uno de mis héroes». Pero el programa que realmente sorprendió a Graham y que se convertiría en una mayor influencia en su carrera fue The Goon Show (p. xvii). Chapman dijo que «desde los siete u ocho años solía ser un ávido oyente del programa The Goon Show. De hecho, en esa época deseaba "ser" un goon». (p. 23).

## Vida personal
Entre los amigos más cercanos de Chapman se encontraban Keith Moon de The Who, el cantante Harry Nilsson y el beatle Ringo Starr. Chapman fue alcohólico en los años setenta y mantuvo en secreto su homosexualidad hasta mediados de esa década (aunque sus compañeros en Monty Python ya sabían de su orientación sexual), cuando la confesó en un programa de entrevistas presentado por el músico de jazz George Melly, convirtiéndose así en uno de los primeros famosos en hacerlo. Unos días después reveló su orientación a un grupo de amigos en una fiesta celebrada en su casa de Belsize Park, donde les presentó oficialmente a su compañero, David Sherlock. Posteriormente, Chapman se convertiría en un defensor de los derechos de los homosexuales.
Vivió durante dos décadas con su pareja David Sherlock, con el que adoptó en 1971 un adolescente de catorce años, John Tomiczeck (quien falleció de un ataque al corazón en 1992 a los treinta y cinco años), un joven huido del hogar que Graham encontró en una calle de Londres tras pelearse con su padre, y que le permitió ser su tutor legal. John Tomiczeck llegó a ser incluso el mánager de negocios de Chapman.

## El nacimiento deMonty Python's Flying Circus
En 1969 Chapman y John Cleese se unieron a Michael Palin, Terry Jones, Eric Idle y al artista estadounidense Terry Gilliam para crear el show televisivo de comedia Monty Python's Flying Circus. Uno de los personajes más recordados de Chapman era el Coronel, un estirado oficial británico que aparecía de repente en medio de las actuaciones para ordenar el fin del sketch, por ser este demasiado estúpido.
Después de que Cleese abandonase la serie en 1973, Chapman siguió escribiendo en solitario la cuarta y última temporada de la serie, así como con la colaboración de Neil Innes y Douglas Adams. Más tarde desarrolló varios proyectos para cine y televisión, a destacar entre ellos Out of the Trees, The Odd Job y Yellowbeard, en la cual actuaba junto con Cleese, Peter Cook, Cheech y Chong y Marty Feldman (quien murió en los últimos días de rodaje).

## El funeral por su muerte
Graham Chapman, quien fue un gran fumador, murió el 4 de octubre de 1989 a raíz de un cáncer. Sus restos fueron incinerados en Vinters Park el 13 de octubre. Como parte de la elegía de su funeral, Eric Idle cantó un fragmento de «Always Look on the Bright Side of Life», canción compuesta por él mismo con la que termina la película La vida de Brian. El mensaje de dicha canción es muy apropiado dado el optimismo, gran sentido del humor y generosidad de Graham Chapman.
John Cleese fue quien pronunció el discurso principal del funeral, entre cuyas palabras se decía lo siguiente:

Graham Chapman, coautor del sketch de «El Loro Muerto», ya NO existe.
Ha dejado de ser, ha pasado a mejor vida, descansa en paz, la ha palmado, se ha ido al más allá, mordido el polvo, la ha diñado, ha exhalado su último aliento, ha ido a encontrarse con el Gran Jefe del Entretenimiento Ligero en los cielos.
Y supongo que todos los aquí presentes pensamos lo triste que es que un hombre de tal talento, tal capacidad y amabilidad, de tal inteligencia, se haya desvanecido tan de repente a la edad de tan solo cuarenta y ocho años, antes de que pudiese alcanzar muchas de las cosas de las que era capaz, y antes de que se hubiese divertido lo suficiente.
Bueno, creo que debería decir «Estupideces. Que tenga buen viaje, el cabrón ha aprovechado este. Espero que se pudra».
Y la razón por la que pienso que debería decir esto es que él nunca me perdonaría si no lo hiciese, si dejase pasar esta maravillosa oportunidad de tomarles el pelo en su honor.
Lo tenía todo salvo el buen gusto tonto. Pude oírle ayer por la noche, mientras escribía estas palabras, susurrándome al oído: «Bien, Cleese, estás muy orgulloso de ser la primera persona que dijo "mierda" en la televisión británica. Bien. Si este acto que preparas realmente es para mí, para empezar, quiero que seas la primera persona que en un funeral británico diga "¡JODER!"».

Cuando murió, el grupo se preparaba para celebrar su 20.º aniversario, por lo que Terry Jones dijo: «Es el mayor aguafiestas que he conocido. Ahora en serio, lo echamos mucho de menos, lo queríamos mucho».

## Curiosidades
- Una de sus últimas apariciones fue en un videoclip de la banda inglesa de heavy metal Iron Maiden, concretamente el vídeo de la canción «Can I Play with Madness», de su disco Seventh Son of a Seventh Son, publicado en 1988, un año antes de que Graham falleciera.
- Su última aparición junto con Monty Python fue en una recopilación de los mejores sketches de Monty Python's Flying Circus presentado por Steve Martin en 1989, titulado Not the Parrot Sketch included. Al final del programa, Martin abre la puerta de un armario donde se encuentran los Monty Python junto a Chapman en una silla de ruedas.